# Мавзолей Абая

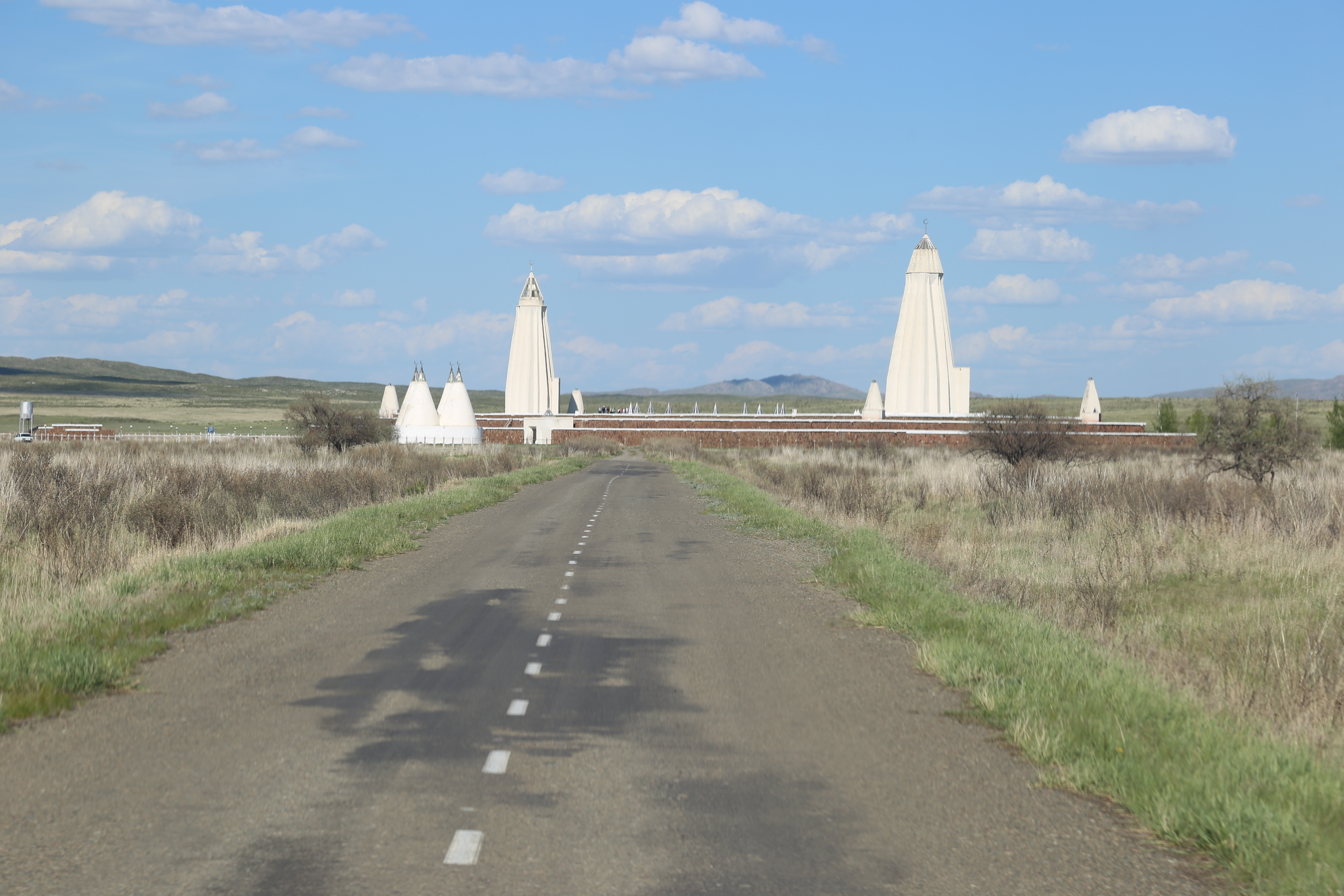
Мемориальный комплекс Абая—Шакарима

Мавзолей Абая или Мемориальный комплекс Абая и Шакарима — архитектурный памятник в составе комплекса, сооружённого на месте захоронения Абая Кунанбаева, Шакарима Кудайбердиева, брата Абая Оспана, Ахата (1996). Находится в урочище Жидебай в Абайском районе Абайской области Казахстана на территории Государственного историко-культурного и литературно-мемориального заповедника-музея «Жидебай-Борлы». Архитекторы — Бек Ибраев, Сайын Назарбеков, Садуакас Агытаев, Аблай Карпыков, Евгений Матвеев. Проектировщик — Т. Ержигитов, Художник — К. Алтынбеков.
Мавзолей Абая построен на горе. Платформа длиной 200 метров, шириной 65 метров и высотой 5 метров объединяет два захоронения — Абая и Шакарима, расстояние между двумя захоронениями 140 метров. Вместе с Абаем захоронен и его брат Оспан, а неподалеку находится могилы матери Улжан (1810—1887) и бабушки Зере (1785—1873). Эта платформа по высоте расчленена на три яруса, соотносимые с тремя уровнями Вселенной в мифологии казахов: чёрный (подземный мир мёртвых), красный (мир живых), белый (небесный мир духов и Аллаха).
Мавзолеи имеют башнеобразные формы, отличаются друг от друга пластикой фасада и завершением куполов. Высота башни Абая составляет 32,5 метра, а башни Шакарима — 31,5 метра. Общую композицию завершают четыре угловых башни, функция которых — возможность проведения казахского ритуала здоровья и удачи у великих духов-аруахов. Обряд рассчитан на проведение ночи в специальном помещении башен, чтение молитв и совершение ритуалов.
Многогранность купола мавзолея отражает вековые традиции возведения памятников (Домбауыл, мавзолей Козы Корпеш — Баян сулу, памятник Мамаю Жумагулулы). При строительстве комплекса использован ракушечник из Мангыстауской области.

## Другие объекты на территории мемориального комплекса
В 1,5 км от мавзолея располагается зимовье Абая на Жидебае — родовая усадьба отца Абая Кунанбаева. В этом доме Абай проводил детство и юность, а также прожил последние 11 лет жизни. Частыми гостями в доме Абая были знаменитые казахские певцы и музыканты, среди которых Биржан-сал и Таттимбет. В настоящее время в усадьбе организована музейная экспозиция, носящая мемориальный и этнографический характер.
Экспозиция Дома-музея развёрнута в пяти комнатах и трёх залах. Значительное место занимает библиотека Абая, состоящая из книг на русском, арабском, персидском и турецком языках. В экспозиции сохранены личные вещи поэта: чернильный прибор, трёхструнная домбра, инкрустированный костью асадал (шкафчик для посуды), буфет, кровать, лёгкий рессорный экипаж. На фотографиях запечатлены частые гости Абая: ссыльные Н. И. Долгополов, П. Д. Лобановский, Е. П. Михаэлис, С. С. Гросс.
Предметы домашнего обихода и мебели не только воссоздают обстановку, в которой жил и творил поэт, но и позволяют наглядно представлить быт казахов второй половины XIX века.